# نیروگاه برق آبی کیامبر
نیروگاه برق آبی کیامبر (به لاتین: Kiambere Hydroelectric Power Station) یک سد و نیروگاه برقابی در کنیا است که در Kiambere, Embu County/Kitui County واقع شده‌است.